# Ponzio IV di Empúries
Ponzio, o Ponce o Ponç (... – 1269 circa), è stato un nobile franco, conte di Empúries dal 1230 fino alla sua morte.

## Origine
Era il figlio primogenito del conte di Empúries, Ugo IV e di sua moglie, la signora di Vilademuls, Maria di Vilademuls, figlia ed erede di Raimondo Barone di Vilademuls (vicino a Perpignano) e di Alamanda Signora di La Roca (vicino a Granollers).
Ugo IV di Empúries, secondo il documento n° DCLXIII della Colección diplomática del Condado de Besalú (Tome XII, II), era il figlio (Pontio Ugone bona memoria patre meo) del conte di Empúries, Ponzio III e della sua prima moglie, Adelaida, molto probabilmente figlia del gran siniscalco, Guglielmo Raimondo IV.

## Biografia
Di Ponzio IV si hanno scarse notizie.
Nel settembre del 1229, Ponzio si aggregò a suo padre Ugo IV, che, con 70 cavalieri, si era unito alla spedizione per la conquista di Maiorca.
Ugo IV morì di peste, nel 1230, dopo la conquista della città di Maiorca e poco dopo la spartizione seguita alla conquista dell'isola. Ponzio gli succedette come Ponzio IV, conte di Empuries,
Per far fronte alle difficoltà economiche, nel 1231, Ponzio IV vendette i terreni, vicino alla località di Tonyà, all'abate del monastero di Santa Maria de Roses per la cifra di 4,080 sous.
Il 1º settembre 1233, secondo il documento n° 96 del El cartoral de Santa Maria de Roses (segles X-XIII) (non consultato), il conte Ponzio IV (Poncius Ugo...comes Impuriarum) fece una donazione in favore del monastero di Santa Maria des Roses.
Ponzio IV collaborò con il re della corona di Aragona, Giacomo I, partecipò all'assemblea generale, tenutasi al castello di Montsó, nel 1236, come consigliere del re e fu con Giacomo I alla conquista di Valencia, nel 1238.
Il 21 luglio 1244, secondo il documento n° 113 del El cartoral de Santa Maria de Roses (segles X-XIII) (non consultato), il conte Ponzio IV (Poncius Ugo...comes Impuriarum) liberò dalla schiavitù Sibilla, la moglie di Giovanni Ruggero di Rodi.
Nel 1246, Ponzio andò in Tunisia, quale ambasciatore di Giacomo I.
Quando, nel 1250, vi fu un contrasto tra Giacomo I ed il suo primogenito, Alfonso (per la futura spartizione della corona di Aragona tra Alfonso ed il fratellastro, Pietro) Ponzio IV fu tra i giudici della vertenza.
Dopo che Pietro, era stato riconosciuto erede per tutte le contee catalane, Ponzio, nel 1251, gli rese omaggio.
Fu un uomo molto religioso, ebbe ottime relazioni con la chiesa e fu il protettore del monastero di San Quirico de Colera; fu inoltre, assieme al vescovo di Barcellona, nella delegazione che alla corte del re di Francia, Luigi IX il Santo, per le trattative di matrimonio della figlia di Giacomo I, Isabella d'Aragona (1247-1271), con Filippo, figlio di San Luigi di Francia; e nel 1264, sempre con il vescovo di Barcellona, Arnau de Gurb, alla corte di Francia trattò e trovò un accordo per la città di Montpellier.
Non si conosce la data esatta della morte di Ponzio IV, che avvenne nel 1269 circa. Gli succedette il figlio, primogenito Ugo.

## Matrimonio e discendenza
Ponzio IV, si sposò due volte, la prima volta con Benedetta, figlia accertata di Mariano II, Giudice o Re di Torres e sorella della ben più celebre Adelasia, sposata ad Enzo Hohenstaufen di Svevia, mentre per altre fonti era Benedetta Fernández de Lara, figlia del conte Fernando Núñez de Lara, Signore di Castrogeriz e della moglie, Mayor; la seconda, prima del 1242 (secondo il foglio n° 71 della Historia genealogica de la casa de Lara, Tomo III, non consultato, in quella data Teresa risultava la moglie di Ponzio IV) con Teresa Fernández de Lara, figlia del conte Fernando Núñez de Lara, Signore di Castrogeriz e della moglie, Mayor.
Dalla seconda moglie, Teresa, Ponzio ebbe quattro figli:
- Ugo († dopo l'aprile 1230), conte d'Empúries, secondo il documento n° MVI della Colección diplomática del Condado de Besalú (Tome XII, II)[11],
- Ponzio Ugo, monaco
- Sibilla, che sposò Raimondo V, visconte di Cardona,
- Mayor, che sposò un cavaliere di Castiglia.

### Fonti primarie
- (LA)  Colección diplomática del Condado de Besalú, Tome Xi, XII, XIII, XV e XIX.

### Letteratura storiografica
- Rafael Altamira, La Spagna (1031-1248), in "Storia del mondo medievale", vol. V, 1999, pp. 865–896